# Braća Lumière
Braća Lumiere, Auguste (1862. – 1954.) i Louis (1864. – 1948.), 1895. godine izumili su kinematograf koji je omogućio javno prikazivanje filmova. 
Rođeni su u Besanconu u obitelji koja se bavila fotografijom pa su odmalena imali predispozicije za razvoj u tom smjeru. Braća su studirala prirodne znanosti, Auguste kemiju,a Louis fiziku, te su se zbog toga dobro nadopunjavali-Auguste je na prvo mjesto stavljao kemiju, a Louis tehniku snimanja. U očevoj tvornici temeljito su ovladali laboratorijskim procesima, a 1894. godine upoznali su se s Edisonovim kinetoskopom, tzv. 'kinom za jednog gledatelja', te su ga odlučili usavršiti. Željeli su pokretne slike prikazati što većem broju gledatelja i postići komercijalni uspjeh. Sustavno razmatrajući radove svojih prethodnika, Louis je došao do vlastitih spoznaja, te je po njegovim naputcima Moisson, glavni mehaničar u njihovoj tvornici fotoaparata, izradio prvu filmsku kameru. Od Edisona je preuzeo vrpcu od 35 mm, ali je koristeći spoznaje belgijskog znanstvenika Josepha A. Plateaua brzinu snimanja smanjio na 16 sličica u sekundi jer je shvatio da je upravo toliko sličica u sekundi potrebno da se u ljudskom oku proizvede efekt prividnog kretanja. Izum braće Lumiere nije služio samo za snimanje, nego i za kopiranje materijala i projekciju i predstavlja veliki pomak u razvoju kinematografije stoga što je sada filmove moglo gledati mnoštvo ljudi, dok je kinetoskop bio ograničen samo na jednu osobu. 

## Prvi film
Braća su izum patentirala 13. veljače 1895. godine, a prvi film "Izlazak radnika iz tvornice Lumiere" prikazan je u svrhu demonstracije izuma 22. ožujka 1895. godine na konferenciji o unapređenju fotografske industrije u Francuskoj. 28. prosinca 1895. godine u pariškom Grand Cafeu priredili su komercijalnu kinoprodukciju koja se smatra prvom takvom u povijesti. Tada je u Indijskom salonu uz pratnju pijanista prikazano deset kratkih filmova. Louis Lumiere je te filmove snimio na način koji je pojačavao njihovu realističnost. Prizor vlaka koji ulazi u stanicu u filmu "Ulazak vlaka u stanicu" bio je tako jak i upečatljiv da su neki gledatelji pobjegli misleći da će ih vlak pregaziti. Prvoj projekciji prisustvovalo je 120 gledatelja, a dužina prikazanih filmova nije prelazila jednu minutu (toliko se materijala moglo snimiti na kazetu koja je sadržavala 17 metara celuloidne filmske vrpce). Prvotni naziv uređaja bio je "Cinetoscope de projection", ali je uređaj brzo preimenovan u "Cinematographe" da se ne bi brkao s Edisonovim kinetoskopom. Naziv je nastao od grčkog izraza kinema što znači pokret i graphein što znači pisati. Sprava je bila praktična, lagana i lako prenosiva, te je ubrzo stekla popularnost. Do siječnja 1896. godine već je bilo proizvedeno dvjestotinjak takvih uređaja. 
Zahvaljujući fotografskom iskustvu, Loius je sve filmove pomno izradio, vodivši računa o kompoziciji, kadriranju i svjetlu. Prizore iz života snimao je fiksiranom, statičnom kamerom, a često je koristio i metodu "skrivene kamere", kloneći se glumaca, dekora, kostima i šminke, te je takvim pristupom postavio temelje dokumentarnog filma. Već film "Ulazak vlaka u stanicu" sadrži sve filmske planove, a snimatelji su poznavali i najjednostavnije oblike montaže. 
Braća Lumiere su poslala profesionalne snimatelje diljem svijeta, ne samo da predstave kinematograf, nego i da snime prizore slavnih mjesta. Neki od njih zaslužni su za otkrivanje raznih snimateljskih postupaka, a osobito je važno Promioovo otkriće vožnje kamere. Odvijanjem filmske vrpce unazad u filmu "Rušenje zida" počinje razdoblje filmskih trikova-jedan srušeni zid se tim postupkom vratio u svoj prvobitni izgled.

## Kasniji život
Braća Lumiere nisu se mogla prilagoditi brzom i ekspanzivnom razvoju filmske tehnike i nisu znala uskladiti svoj rad sa željama publike koja je već nakon godinu i pola fasciniranost dokumentarističkim filmskim iskazima zamijenila fascinacijom spram fikcije i apstraktnim pričama. Pošto je publika izgubila zanimanje za kratke reportažne filmove snimljene bez duhovitosti, braća su odustala od snimanja filmova i rad na tom području prepustila drugima. Auguste se posvetio medicini, a Louis je nastavio istraživanja na području reljefnog platna, boje i širokog platna. 1919. godine izabran je za člana Francuske akademije, 1946. godine je francuskoj kinoteci povjerio oko 1800 svojih filmova, od kojih je sam režirao njih 60.

## Filmovi braće Lumière
- Izlazak radnika iz tvornice Lumiere
- Ulazak vlaka u stanicu
- Barka napušta luku
- Doručak bebe
- Poliveni poljevač
- Kovači
- Rušenje zida
- Posuda s crvenim ribicama
- Kupanje u moru
- Otkrivanje spomenika
- Iskrcavanje sudionika kongresa
- Život i muka Isusa Krista